# (13732) Woodall
(13732) Woodall (1998 RC56) – planetoida z grupy pasa głównego asteroid okrążająca Słońce w ciągu 3,66 lat w średniej odległości 2,37 j.a. Odkryta 14 września 1998 roku.